# Jaya Rao Polimera
Jaya Rao Polimera (* 27. August 1965 in Dharmasagar, Andhra Pradesh, Indien) ist ein indischer Geistlicher und römisch-katholischer Bischof von Eluru.

## Leben
Jaya Rao Polimera empfing am 2. April 1992 das Sakrament der Priesterweihe für das Bistum Warangal.
Am 13. Juni 2013 ernannte ihn Papst Franziskus zum Bischof von Eluru. Der Apostolische Nuntius in Indien, Erzbischof Salvatore Pennacchio, spendete ihm am 25. Juli desselben Jahres auf dem Gelände der Saint Xavier School in Eluru die Bischofsweihe; Mitkonsekratoren waren der Erzbischof von Visakhapatnam, Prakash Mallavarapu, und der Bischof von Guntur, Bali Gali.
Vom 17. Februar 2024 bis zum 3. April 2025 verwaltete er zusätzlich das vakante Erzbistum Visakhapatnam als Apostolischer Administrator.